# Драгутин Ћуковић
Драгутин Ћуковић (1873 — 1929) био је српски књижар, издавач и штампар. Заједно са сином, засновао је издавање уџбеника и издаваштво за децу. Од краја 19. века до Другог светског рата објавили су више од хиљаду наслова.

## Биографија
Драгутин је рођен 1873. године у селу Велика Пчелица у шумадијском округу. Занат је учио у Крагујевцу где је био шегрт у једној књижари.
Он је заједно са својим пријатељем Живојином Рајковићем откупио књижару Јована Ћурића на Теразијама. На њеном месту су отворили издавачку књижарницу Рајковић и Ћуковић. У њој су продавали књиге чији су издавачи били они, књиге других издавача, а било је и књига набављених у иностранству. У књижарници је радио и књижар Мирко Хаџивуковић који се школовао у Француској и добро разумео у издавачке послове. Књижарница се од самог почетка рада окренула деци, тако да је покренула и издавање дечијег листа Школско звонце који је имао 16 страна. Са властима државе су успели да постигну договор о штампању уџбеника.
Имао је сина Радомира који га је након смрти наследио. Био је први председник Књижарског удружења. Преминуо је 1929. године у Београду.